# European Transport Workers' Federation
De European Transport Workers' Federation (ETF), in het Nederlands de Europese Transportarbeiders Federatie, is een Europese vakbondsfederatie.

## Historiek
Het stichtingscongres van de ETF vond plaats te Brussel op 14 en 15 juni 1999.

## Structuur

### Bestuur
De hoofdzetel is gelegen op de Grasmarkt te Brussel. Huidig voorzitter is Frank Moreels en algemeen secretaris is Livia Spera.
| Tijdspanne   | Voorzitter         |
| ------------ | ------------------ |
| 1999 - 2009  | Wilhelm Haberzettl |
| 2009 - 2011  | Graham Stevenson   |
| 2012 - 2017  | Lars Lindgren      |
| 2017 - heden | Frank Moreels      |

| Periode      | Algemeen secretaris |
| ------------ | ------------------- |
| 1999 - 2005  | Doro Zinke          |
| 2005 - 2019  | Eduardo Chagas      |
| 2019 - heden | Livia Spera         |

### Congressen
| Congres | Datum            | Locatie       |
| ------- | ---------------- | ------------- |
| 1       | 17 - 18 mei 2001 | Zagreb        |
| 2       | 25 - 26 mei 2005 | Åland         |
| 3       | 27 - 29 mei 2009 | Ponta Delgada |
| 4       | 29 - 31 mei 2013 | Berlijn       |
| 5       | 24 - 26 mei 2017 | Barcelona     |
| 6       |                  | Boedapest     |

## Gelieerde organisaties
Het ETF maakt deel uit van de Internationale Transportarbeiders Federatie (ITF) en het Europees Verbond van Vakverenigingen (EVV). Ze verenigt meer dan 230 vakbonden en vakcentrales die de belangen behartigen van werknemers in de transportsector uit 41 landen.
In België zijn de ABVV-vakcentrales BTB, BBTK, ACOD Spoor, ACOD Telecom-Vliegwezen en ACOD Tram, bus, Metro aangesloten. Voor het ACV zijn dit LBC-NVK, ACV Transcom en ACV Openbare diensten. Daarnaast is ook de ACLVB aangesloten.
In Nederland zijn CNV Vakmensen, FNV Bondgenoten, Nautilus NL en het VNC aangesloten.